# Rostislav Vargaixkin
Rostislav Ievguènievitx Vargaixkin (en rus Ростислав Евгеньевич Варгашкин) (Ulaanbaatar, Mongòlia, 2 de juny de 1933) és un ciclista soviètic, d'origen rus, ja retirat, que va córrer durant els anys 50 i 60 del segle xx.
Va participar en dos Jocs Olímpics: els de 1956, a Melbourne, en què finalitzà el novè de la prova de tàndem; i els de 1960, a Roma, en què guanyà una medalla de bronze en la prova del quilòmetre contrarellotge, per darrere Sante Gaiardoni i Dieter Gieseler.
A nivell nacional va guanyar 13 títols entre 1953 i 1963 en l'esprint, tàndem, persecució per equips i velocitat. Després de retirar-se passà a ser l'entrenador en cap de la Federació Russa de Ciclisme. Va preparar l'equip soviètic per als Jocs Olímpics de 1964, 1968, 1972 i 1976, i va ser membre de les federacions de ciclisme europea i mundial (1993) i president de la federació de ciclisme soviètica (1989-1996). Va rebre dues vegades l'Orde de la Insígnia d'Honor.